# Cal Sastre Serra
Cal Sastre Serra és una masia situada al municipi de Guixers, a la comarca catalana del Solsonès. La rasa del Sastre desguassa al pantà de la Llosa del Cavall a 240 m al sud de l'edifici.